# Municipio de Marion (condado de Lincoln)
El municipio de Marion (en inglés: Marion Township) es un municipio ubicado en el condado de Lincoln en el estado estadounidense de Kansas. En el año 2010 tenía una población de 100 habitantes y una densidad poblacional de 1,09 personas por km².

## Geografía
El municipio de Marion se encuentra ubicado en las coordenadas 39°5′29″N 98°12′18″O / 39.09139, -98.20500. Según la Oficina del Censo de los Estados Unidos, el municipio tiene una superficie total de 91.95 km², de la cual 91,86 km² corresponden a tierra firme y (0,1 %) 0,09 km² es agua.

## Demografía
Según el censo de 2010, había 100 personas residiendo en el municipio de Marion. La densidad de población era de 1,09 hab./km². De los 100 habitantes, el municipio de Marion estaba compuesto por el 100 % blancos. Del total de la población el 0 % eran hispanos o latinos de cualquier raza.